# Trunk Muzik
Trunk Muziké uma mixtape do rapper do sul Yelawolf, lançado em 1 de janeiro de 2010. Ele apresenta novas músicas e dois remixes. É apresentado por DJ Burn One e contém produção de WLPWR, Maylay & KP e Kane Beatz e apresenta participações especiais de Bun B, Rittz, Diamond, Raekwon and Juelz Santana.
Apresentado por Ghet-O-Vision Entertainment, DJ Burn One e DJBooth, Trunk Muzik inclui 12 faixas originais, com participações de Bun B, Raekwon, Juelz Santana e Diamond, com uma produção de Will Power (para Supa Hot Beats) KP & Malay, Kane Beatz.
Tenha cuidado com as primeiras aparições de Yela. Branco, magro e tatuado, à primeira visão de Yelawolf mais parece um roqueiro punk do que um rapper, mas quando escutar Trunk Muzik verá claramente que suas raízes do hip-hop são profundas.

## Composição e estrutura musical
O videoclipe que acompanha a música "Daddy's Lambo" foi lançado. A terceira faixa do álbum "That's What We Have Now", tem instrumentação que inclui "sintetizadores Klaxon e uma batida rápida".

## Faixas
1. Trunk Muzik
2. Stage Lights (Remix)
3. Good To Go Bun B
4. Pop The Trunk
5. Box Chevy PT. 3 Rittz
6. F.U.
7. Lick The Cat Com Diamond
8. Speak Her Sex Com Nikkiya
9. I Wish Com Raekwon
10. In This Club
11. Love Is Not Enough
12. Mixin Up The Medicine (Remix) Com Juelz Santana